# Sukadana (Tukdana)
Sukadana is een bestuurslaag in het regentschap Indramayu van de provincie West-Java, Indonesië. Sukadana telt 5258 inwoners (volkstelling 2010).